# WHA Amateur Draft 1974
Der WHA (Secret) Amateur Draft 1974 war die zweite jährliche Talentziehung der professionellen Eishockeyliga World Hockey Association (WHA) und fand in zwei Phasen – zunächst im Februar und dann am 31. Mai 1974 – statt. Im Rahmen des eigentlichen Amateur Drafts wurden in 19 Runden insgesamt 207 Spieler durch die 15 Franchises der Liga ausgewählt. Zuvor waren im Secret Amateur Draft bereits 30 Spieler in zwei Runden gewählt worden.
Dabei wurden die ersten beiden Runden bereits unter Geheimhaltung im Februar 1974 während der laufenden Saison 1973/74 abgehalten. Alle weiteren Runden folgten am 31. Mai desselben Jahres. Während der ersten beiden Runden im Februar waren lediglich Spieler, die im Kalenderjahr 1954 geboren worden waren, verfügbar. Zwischen Februar und Mai erarbeitete die WHA aber eine Vereinbarung mit der Canadian Amateur Hockey Association, sodass jedes Team in einer der ersten beiden Runden maximal einen Spieler wählten konnte, der im Kalenderjahr 1955 oder 1956 geboren worden war. Als Folge dieser Vereinbarung änderte die WHA die Reihenfolge der Runden. Die beiden ersten, im Februar abgehaltenen Runden wurden daher als die Runden 3 und 4 deklariert, sodass die Teams in den ersten beiden Runden im Mai eben diese Spieler noch auswählen konnten.
Im Folgenden werden die Drafts im Februar und Mai separat, jeweils mit der ersten Runde beginnend betrachtet.

## Draftergebnis

### Secret Amateur Draft
Mit dem ersten Wahlrecht zogen die Phoenix Roadrunners den Verteidiger Greg Joly von den Regina Pats aus der Western Canada Hockey League.
| Pick     | Spieler              | Land     | WHA-Team                  | College-/ Junioren-/ Profi-Team       |
| 1. Runde | 1. Runde             | 1. Runde | 1. Runde                  | 1. Runde                              |
| -------- | -------------------- | -------- | ------------------------- | ------------------------------------- |
| 1.       | Greg Joly (D)        | Kanada   | Phoenix Roadrunners       | Regina Pats (WCHL)                    |
| 2.       | Bill Lochead (RW)    | Kanada   | Indianapolis Racers       | Oshawa Generals (OMJHL)               |
| 3.       | Tiger Williams (LW)  | Kanada   | Cincinnati Stingers       | Swift Current Broncos (WCHL)          |
| 7.       | Clark Gillies (LW)   | Kanada   | Edmonton Oilers           | Regina Pats (WCHL)                    |
| 9.       | John Hughes (D)      | Kanada   | Houston Aeros             | Toronto Marlboros (OMJHL)             |
| 10.      | Doug Risebrough (C)  | Kanada   | Cleveland Crusaders       | Kitchener Rangers (OMJHL)             |
| 11.      | Danny Gare (RW)      | Kanada   | Winnipeg Jets             | Calgary Centennials (WCHL)            |
| 12.      | Alain Daigle (RW)    | Kanada   | Nordiques de Québec       | Draveurs de Trois-Rivières (LHJMQ)    |
| 2. Runde |                      |          |                           |                                       |
| 17.      | Bob Bourne (C)       | Kanada   | Indianapolis Racers       | Saskatoon Blades (WCHL)               |
| 19.      | Mike Rogers (C)      | Kanada   | Edmonton Oilers           | Calgary Centennials (WCHL)            |
| 20.      | Ron Chipperfield (C) | Kanada   | Vancouver Blazers         | Brandon Wheat Kings (WCHL)            |
| 25.      | John Stewart (C)     | Kanada   | Cleveland Crusaders       | Bowling Green State University (CCHA) |
| 27.      | Ron Ashton (LW)      | Kanada   | Winnipeg Jets             | Saskatoon Blades (WCHL)               |
| 28.      | John Paddock (RW)    | Kanada   | Minnesota Fighting Saints | Brandon Wheat Kings (WCHL)            |
| 30.      | Terry Ruskowski (C)  | Kanada   | Houston Aeros             | Swift Current Broncos (WCHL)          |

### Amateur Draft
Mit dem ersten Wahlrecht zogen die Vancouver Blazers den Verteidiger Pat Price von den Saskatoon Blades aus der Western Canada Hockey League.
| Pick      | Spieler             | Land               | WHA-Team                  | College-/ Junioren-/ Profi-Team          |
| 1. Runde  | 1. Runde            | 1. Runde           | 1. Runde                  | 1. Runde                                 |
| --------- | ------------------- | ------------------ | ------------------------- | ---------------------------------------- |
| 1.        | Pat Price (D)       | Kanada             | Vancouver Blazers         | Saskatoon Blades (WCHL)                  |
| 2.        | Mike Will (C)       | Kanada             | Indianapolis Racers       | Edmonton Oil Kings (WCHL)                |
| 3.        | Don Larway (RW)     | Kanada             | Cincinnati Stingers       | Swift Current Broncos (WCHL)             |
| 9.        | Réal Cloutier (RW)  | Kanada             | Nordiques de Québec       | Remparts de Québec (QMJHL)               |
| 13.       | Tim Young (F)       | Kanada             | New England Whalers       | Ottawa 67’s (OHA)                        |
| 14.       | Bruce Boudreau (C)  | Kanada             | Minnesota Fighting Saints | Toronto Marlboros (OMJHL)                |
| 2. Runde  |                     |                    |                           |                                          |
| 18.       | Bryan Trottier (F)  | Kanada             | Cincinnati Stingers       | Swift Current Broncos (WCHL)             |
| 19.       | Rick Blight (RW)    | Kanada             | Michigan Stags            | Brandon Wheat Kings (WCHL)               |
| 22.       | Brian Engblom (D)   | Kanada             | Winnipeg Jets             | University of Wisconsin (NCAA)           |
| 23.       | Glen Burdon (C)     | Kanada             | Edmonton Oilers           | Regina Pats (WCHL)                       |
| 26.       | Charlie Simmer (F)  | Kanada             | Cleveland Crusaders       | Sault Ste. Marie Greyhounds (OHA)        |
| 28.       | Mike Eruzione (LW)  | Vereinigte Staaten | New England Whalers       | Boston University (NCAA)                 |
| 30.       | Pierre Larouche (C) | Kanada             | Houston Aeros             | Éperviers de Sorel (QMJHL)               |
| 3. Runde  |                     |                    |                           |                                          |
| 38.       | Paul Holmgren (F)   | Vereinigte Staaten | Edmonton Oilers           | St. Paul Vulcans (MidJHL)                |
| 39.       | Garry Lariviere (D) | Kanada             | Chicago Cougars           | St. Catharines Black Hawks (OHA)         |
| 44.       | Buzz Schneider (LW) | Vereinigte Staaten | Minnesota Fighting Saints | University of Minnesota (NCAA)           |
| 45.       | Pete LoPresti (G)   | Vereinigte Staaten | Houston Aeros             | University of Denver (NCAA)              |
| 4. Runde  |                     |                    |                           |                                          |
| 47.       | Mike Zuke (C)       | Kanada             | Indianapolis Racers       | Michigan Technological University (NCAA) |
| 48.       | Bob Murray (D)      | Kanada             | Cincinnati Stingers       | Cornwall Royals (QMJHL)                  |
| 49.       | Jamie Hislop (RW)   | Kanada             | Cleveland Crusaders       | University of New Hampshire (ECAC)       |
| 55.       | Paul Evans (C)      | Kanada             | Chicago Cougars           | Kitchener Rangers (OHA)                  |
| 57.       | Ron Sedlbauer (LW)  | Kanada             | Toronto Toros             | Kitchener Rangers (OHA)                  |
| 60.       | Derek Smith (C)     | Kanada             | Houston Aeros             | Ottawa 67’s (OHA)                        |
| 5. Runde  |                     |                    |                           |                                          |
| 62.       | Pat Ribble (D)      | Kanada             | Indianapolis Racers       | Oshawa Generals (OHA)                    |
| 64.       | Steve Jensen (LW)   | Vereinigte Staaten | Vancouver Blazers         | Michigan Technological University (NCAA) |
| 65.       | Mike Boland (D)     | Kanada             | San Diego Mariners        | Sault Ste. Marie Greyhounds (OHA)        |
| 67.       | Dave Langevin (D)   | Vereinigte Staaten | Edmonton Oilers           | University of Minnesota Duluth (NCAA)    |
| 71.       | Gilles Lupien (D)   | Kanada             | Toronto Toros             | Montréal Bleu-Blanc-Rouge (QMJHL)        |
| 74.       | Bob Sirois (RW)     | Kanada             | Houston Aeros             | Junior de Montréal (QMJHL)               |
| 6. Runde  |                     |                    |                           |                                          |
| 76.       | Harold Snepsts (D)  | Kanada             | Indianapolis Racers       | Edmonton Oil Kings (WCHL)                |
| 7. Runde  |                     |                    |                           |                                          |
| 90.       | Andy Spruce (LW)    | Kanada             | Phoenix Roadrunners       | London Knights (OHA)                     |
| 95.       | Greg Holst (F)      | Kanada             | San Diego Mariners        | Kingston Canadians (OHA)                 |
| 8. Runde  |                     |                    |                           |                                          |
| 109.      | Mario Faubert (D)   | Kanada             | Vancouver Blazers         | Saint Louis University (CCHA)            |
| 9. Runde  |                     |                    |                           |                                          |
| 128.      | Mario Lessard (G)   | Kanada             | Nordiques de Québec       | Castors de Sherbrooke (QMJHL)            |
| 132.      | Warren Miller (RW)  | Vereinigte Staaten | New England Whalers       | University of Minnesota (NCAA)           |
| 10. Runde |                     |                    |                           |                                          |
| 145.      | Tony White (D)      | Vereinigte Staaten | New England Whalers       | Kitchener Rangers (OHA)                  |
| 147.      | Ron Wilson (D)      | Vereinigte Staaten | Houston Aeros             | Providence College (NCAA)                |
| 11. Runde |                     |                    |                           |                                          |
| 150.      | Gary Sargent (LW)   | Vereinigte Staaten | Indianapolis Racers       | Fargo-Moorhead Sugar Kings (MWJHL)       |
| 13. Runde |                     |                    |                           |                                          |
| 180.      | Réjean Lemelin (G)  | Kanada             | Chicago Cougars           | Castors de Sherbrooke (QMJHL)            |
| 14. Runde |                     |                    |                           |                                          |
| 191.      | Reed Larson (D)     | Vereinigte Staaten | Minnesota Fighting Saints | University of Minnesota (NCAA)           |
| 16. Runde |                     |                    |                           |                                          |
| 201.      | Don Hay (RW)        | Kanada             | Houston Aeros             | New Westminster Bruins (WCHL)            |